# Lourdes (Nouveau-Brunswick)
Pour les articles homonymes, voir Lourdes (homonymie).
Lourdes (anciennement connu sous le nom de Memramcook) est un quartier du village de Memramcook, au Nouveau-Brunswick. Il a été un district de services locaux depuis le 9 novembre 1966, avant d'être fusionné à d'autres, le 8 mai 1995, pour former le nouveau village de Memramcook. Il est nommé en l'honneur de l'apparition mariale à Bernadette Soubirous dans un village français au XIXe siècle.